# 斯坦斯菲爾德山
66°41′S 52°51′E / 66.683°S 52.850°E
斯坦斯菲爾德山是南極洲的山峰，位於恩德比地，處於貝列根山東南面4.6公里和大霍納肯山西南面37公里，該山峰根據澳大利亞探險隊拍攝的空中照片被繪入地圖。